# Bunsbek
El Bunsbek també anomenat Bunsbach és un afluent del riu Ammersbek a l'estat de Slesvig-Holstein a Alemanya. Neix al nucli Hüls del municipi d'Elmenhorst, passa pels municipis de Jersbek i de Klein Hansdorf. Al nucli d'Hornaue del municipi d'Ammersbek conflueix amb l'Hunnau i forma el riu Ammersbek que desguassa via l'Alster i l'Elba al Mar del Nord.

## Afluent
- Strusbek (Rehagen)

## Galeria

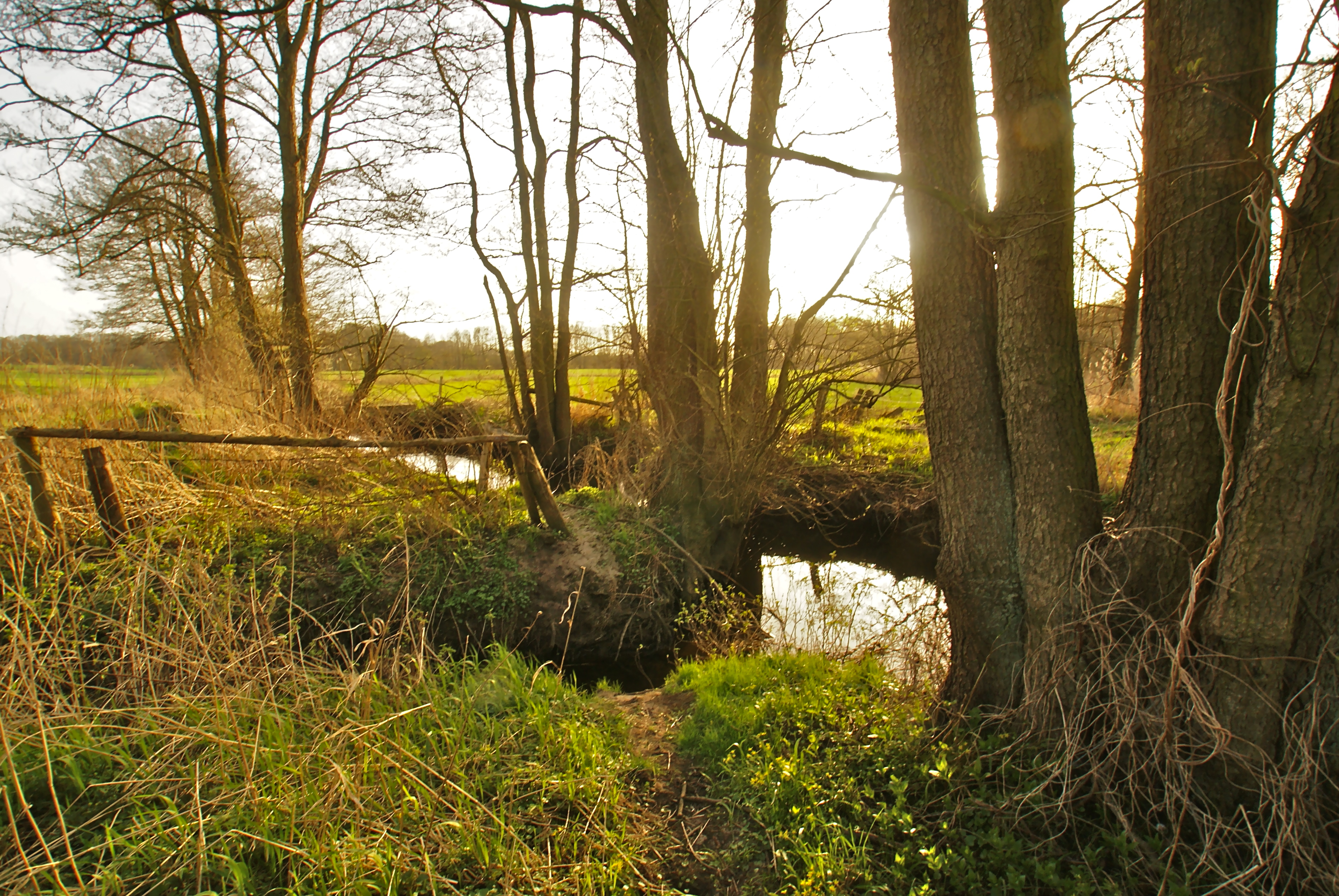
Aiguabarreig d'un braç de l'Strusbek al Bunsbek
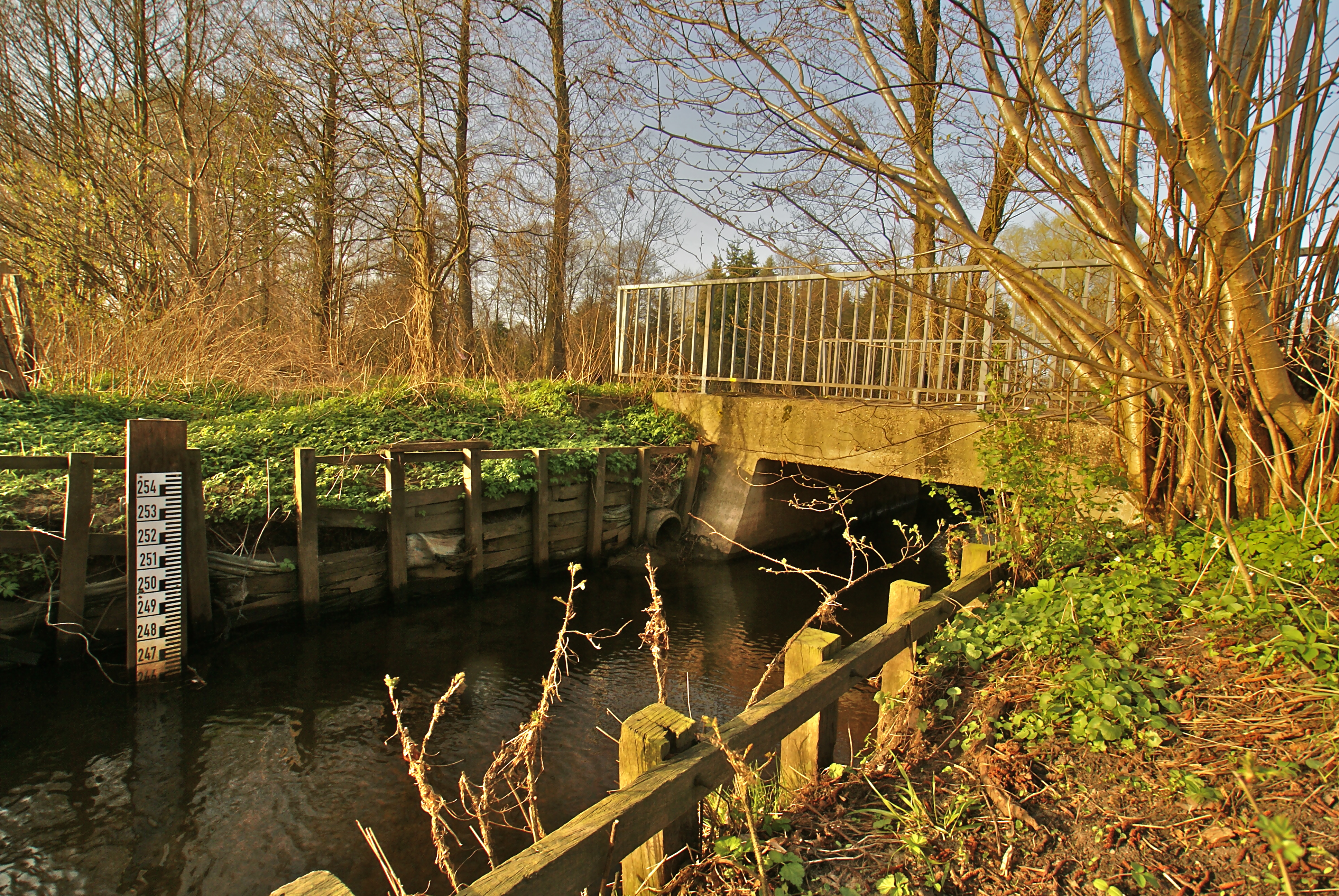
Pont i limnímetre a Rehagen
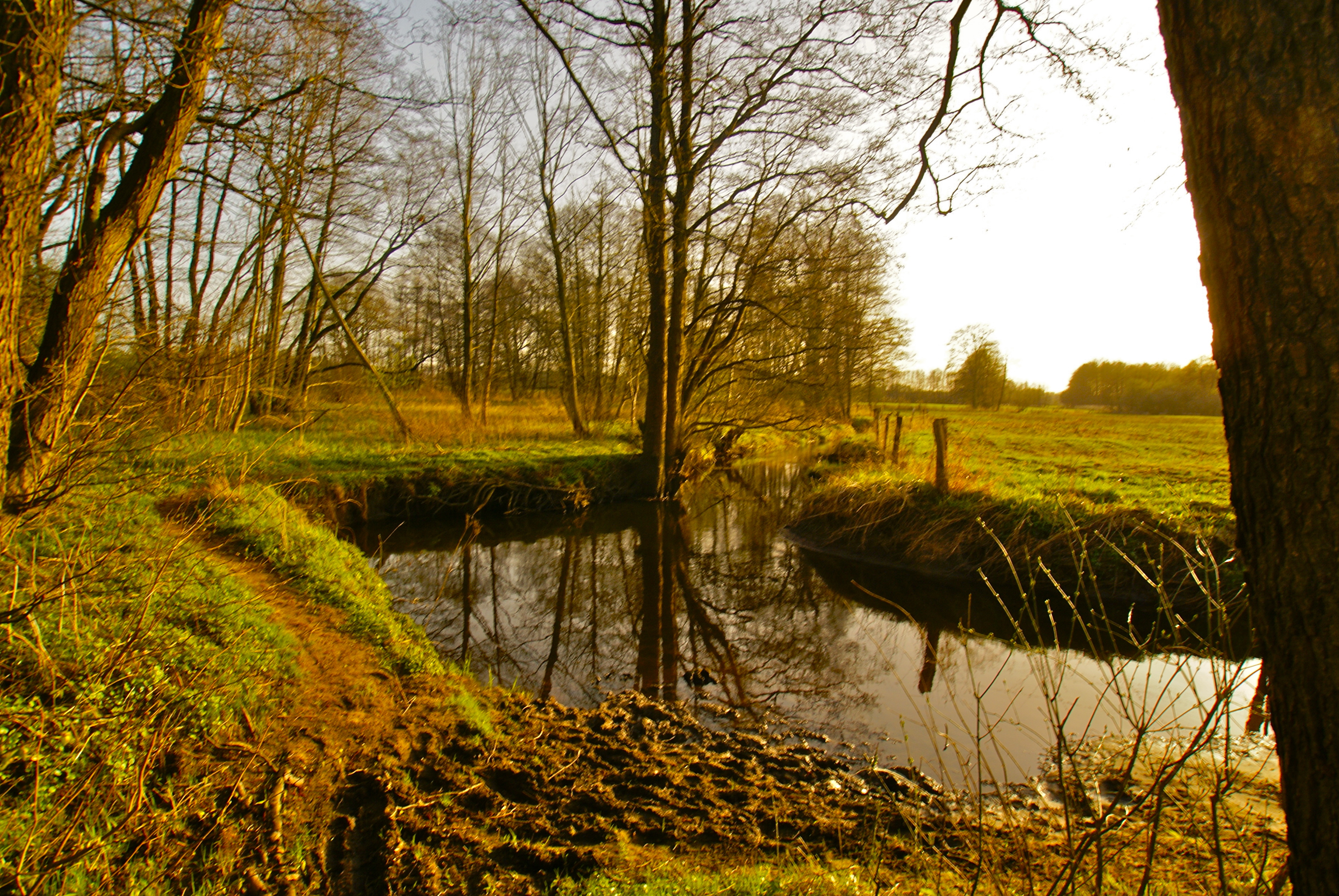
El riu en fer la frontera de la reserva natural Hansdorfer Brook